# Scottish Division One 1902/1903
Třináctý ročník Scottish Division One (1. skotské fotbalové ligy) se konal od 16. srpna 1902 do 4. dubna 1903.
Zúčastnilo se ji prvně již 12 klubů a vyhrál ji poprvé ve své historii Hibernian FC. Nejlepším střelcem se stal hráč Hibernianu David Reid, který vstřelil 14 branek.